# Protéine d'origine unicellulaire
Pour les articles homonymes, voir POU.

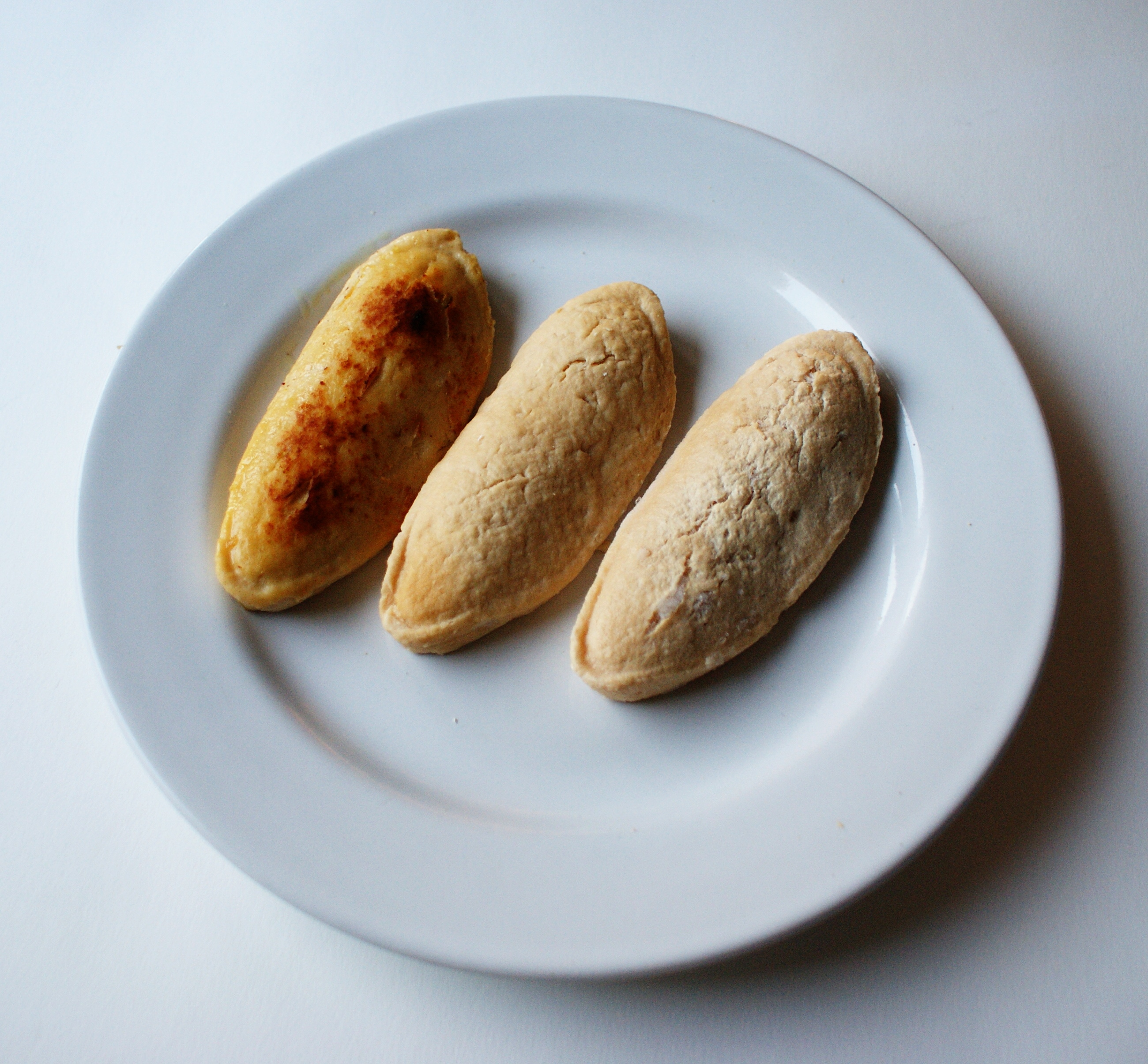
Quorn est un exemple du succès commercial des produits SCP. L'entreprise commercialise des substituts de viande contenant des mycoprotéines produites par la souche PTA-2684 de la moisissure Fusarium venenatum.

Les P.O.U. (SCP: Single Cell Protein en anglais) sont des protéines d'origine unicellulaire,.
Elles peuvent être issues de cultures d'algues (cyanobactéries), de levures, de champignons ou de bactéries.

## Historique
Dans les années 1960, des Protéines d'Origine Unicellulaire cultivées sur des dérivés du Pétrole (les P.O.U.P.) furent cultivées sur un milieu principalement constitué de paraffine. Elles pourraient selon certains fournir une solution de substitution pour la production de protéines dans l'alimentation animale.
Cependant l'augmentation du prix du pétrole due aux chocs pétroliers des années 1970 a fini par faire abandonner cette technologie non rentable.